# Plan de Mysior
Le plan de Mysior est un espace topologique construit en 1981 par le mathématicien polonais Adam Mysior et vérifiant des propriétés de séparation particulières : c'est un espace régulier non complètement régulier, plus simple que les contre-exemples antérieurs.

## Définition
L'ensemble sous-jacent à cet espace est le demi-plan supérieur auquel on ajoute un point P, choisi par exemple égal à (0, –1) :
{\displaystyle X=\left(\mathbb {R} \times \mathbb {R} ^{+}\right)\cup \{(0,-1)\}.}
On définit pour chaque point (x, y) de X une base de voisinages :
- si y > 0, le singleton {(x, y)} est un voisinage de (x, y), c'est-à-dire que tous les points du demi-plan ouvert sont isolés ;
- chaque voisinage de base d'un point (x, 0) de l'axe horizontal est constitué de ce point et de tous les points de Rx sauf un nombre fini, où Rx est la réunion de l'intervalle vertical Vx := {(x, t) | 0 ≤ t < 2} et de l'intervalle oblique Ox := {(x + t, t) | 0 ≤ t < 2} ;
- les voisinages de base du point P sont les ensembles Un := {P} ∪ {(s, t) | s > n, t ≥ 0}, pour n = 1, 2, …

Ces bases de voisinages définissent une topologie τ sur X. L'espace topologique (X, τ) est appelé le plan de Mysior,.

## Propriétés
Le point P est limite de toute suite (xn, yn) dans X telle que xn → +∞.
L'espace (X, τ) est séparé. Il est même régulier, car tout point possède une base de voisinages fermés : pour les points autres que P, les voisinages ci-dessus sont fermés et pour le point P, il suffit de remarquer que l'adhérence de Un + 2 est incluse dans Un (c'est la réunion de Un + 2 et de l'intervalle horizontal {(s, 0) | n < s ≤ n + 2}).
Il n'est pas complètement régulier car toute application continue f de X dans ℝ nulle sur le fermé {(s, 0) | s ≤ 1} est nulle en P.